# Rolex
Rolex S. A. es una empresa suiza de relojes de pulsera de lujo y accesorios, creada tras la fusión de Montres Rolex SA y Rolex Industrie SA. Sus artículos son considerados símbolos de un alto poder adquisitivo o de estatus económico elevado. Rolex es una manufactura de relojería, ya que sus relojes son hechos por la propia empresa.
Es una de las marcas suizas de relojería más consideradas. Se sitúa en el segmento más alto de relojería industrial, en el que compiten con Omega, Zenith y Girard Perregaux, que es un segmento inferior al de la más alta relojería artesanal, representada por Breguet, Vacheron Constantin, Patek Philippe, F.P.Journe y Audemars Piguet, entre las suizas, y la alemana A. Lange und Söhne. Rolex es una de las marcas de relojes más famosas, con mayor reconocimiento del público y con mayor stock en el mundo, pues produce más de 2000 relojes al día. En el año 2003 la empresa obtuvo ingresos por tres mil millones de dólares. En 2007, la revista BusinessWeek situó a Rolex en el número 71 en su ranking de las 100 marcas más importantes.
La compañía registro el nombre Rolex como una marca en 1908 que posteriormente sería Rolex Watch Co. Ltd.en 1915. Después de la Primera Guerra Mundial, la compañía movió su base de operaciones a Suiza (primero a Bienne y luego a Ginebra), debido a una economía desfavorable en el Reino Unido. En 1920, Hans Wilsdorf registro Montres Rolex SA. Desde 1969, el dueño de la compañía es Hans Wilsdorf Foundation, una familia honorable privada.
Rolex SA y sus subsidiarias Montres Tudor SA, diseñan, fabrican distribuyen y dan venta y servicio a relojes de muñeca bajo las marcas Rolex y Tudor.

## Historia

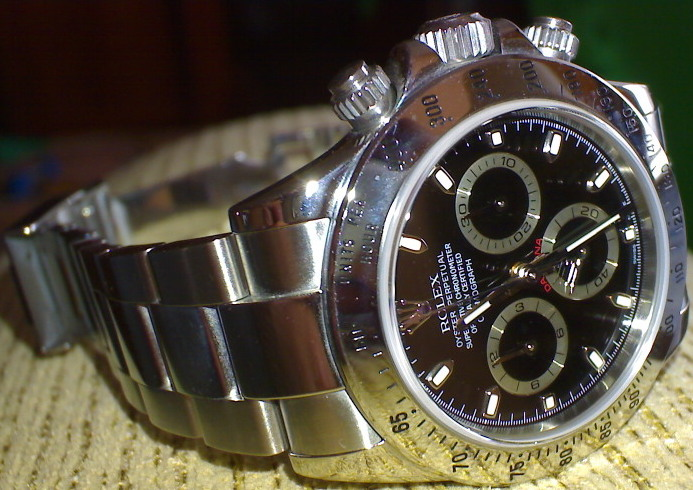
Rolex Daytona (ref. 116520) en acero inoxidable con esfera negra, caja de 40 mm

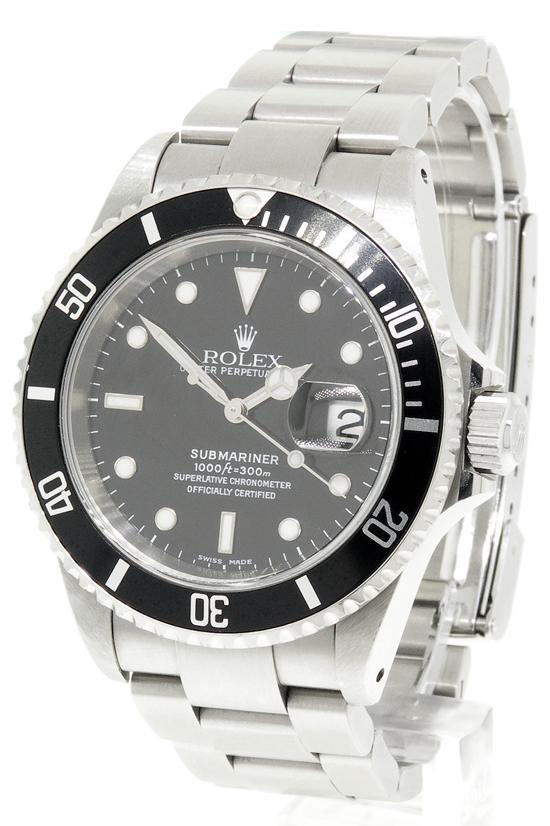
Rolex-Submariner Date (ref. 16610) se fabricó entre 1989 y 2010 cristal de zafiro con fecha acero inoxidable 40 mm

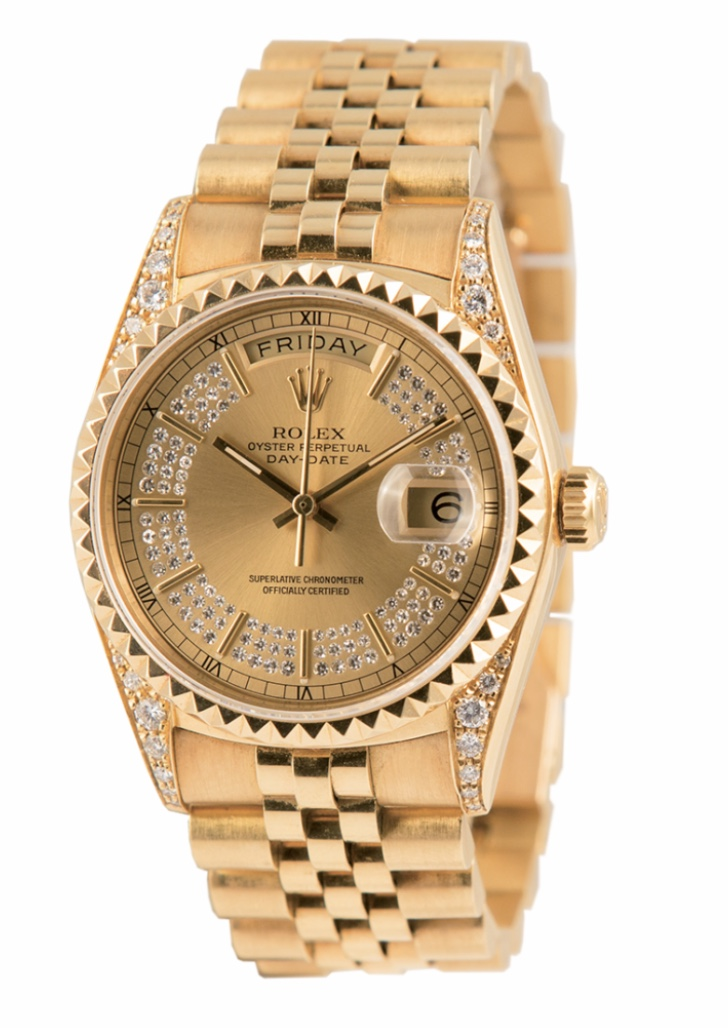
Rolex 18k con esfera Rolex de fábrica de diamantes y pulmones de diamantes

Rolex fue fundada en 1905 por Hans Wilsdorf y Alfred Davis, su cuñado. Contradiciendo la creencia popular, Hans Wilsdorf no era suizo y tampoco era un relojero. Wilsdorf & Davis fue el nombre original de lo que después se convirtió en Rolex Watch Company.
Hans Wilsdorf, junto con Michael Hickman, registra la marca Rolex, en La Chaux-de-Fonds, Suiza, en 1908. 
Los primeros relojes pulsera de Wilsdorf y Davis generalmente se marcaban como "W & D" en el interior de la tapa, estos mismos se vendían a joyeros que a su vez marcaban en la esfera de los relojes sus propios nombres.

### Primer certificado (Cronométrico)
La incesante búsqueda de Rolex de la precisión cronométrica daría resultados rápidamente. En 1910, un Rolex recibió el primer Certificado Cronométrico Oficial suizo que el Official Watch Rating Centre (organismo oficial de control de la marcha de relojes) de Berna otorgara a un reloj de pulsera.

### Segundo certificado (Clase-A)
Cuatro años más tarde, en 1914, el Observatorio de Kew de Gran Bretaña otorgó al reloj de pulsera Rolex un certificado de alta precisión de clase "A". Hasta entonces, esa distinción estaba reservada a los cronómetros de la marina, los relojes más fiables de la época.
La empresa Wilsdorf & Davis se trasladó del Reino Unido en 1919 a Suiza debido a que era caro exportar oro, plata y demás metales preciosos; desde entonces la sede de Rolex ha permanecido en Ginebra, Suiza.

### Rolex Oyster

#### Historia
En 1926, Rolex produjo su primera caja "Oyster", con el principio atribuido a Paul Perregaux y Georges Peret, dos relojeros externos a la marca Rolex. El diseño de la caja Oyster integra una tapa de rosca y una corona enroscada también. En 1927, un Rolex Oyster atravesó el canal de la Mancha en la muñeca de una nadadora inglesa llamada Mercedes Gleitze. La travesía duró más de 10 horas, y una vez finalizada, el reloj seguía funcionando perfectamente.

#### Oyster Perpetual mecanismo
En 1931, Rolex, patentó el rotor de giro completo, que llamó "Perpetual". Este ingenioso sistema se encuentra hoy en el corazón de todos los relojes automáticos del mundo, y los orígenes de este sistema se pueden encontrar en la relojería suiza desde 1770. 
Los calibres mecánicos y de cuerda automática, todos ellos rigurosamente certificados como Cronómetro por el Control Oficial Suizo de Cronómetros (COSC), son desde 2004 diseñados y fabricados íntegramente por Rolex sobre la base de unas características comunes que garantizan unas prestaciones muy elevadas, así como el cumplimiento con las estrictas exigencias en materia de precisión, fiabilidad, resistencia a los golpes, cuerda automática eficaz y facilidad de mantenimiento.

### Fallecimiento de Wilsdorf y la dirección filantrópica
La mujer de Wilsdorf, Florence, había fallecido de manera repentina en 1944. El fundador de Rolex había alcanzado un gran éxito, pero la persona con la que había compartido ese viaje ya no estaba. Huérfano a los 12 años, a los 63 años se quedó viudo y sin descendientes. 
Hans Wilsdorf se propuso encontrar una manera de asegurar el futuro de la gran empresa que había construido, protegiendo su cultura y otorgándole una dirección filantrópica que congeniaría con su naturaleza discreta y permitiría a Rolex impulsar incesantemente cambios positivos. Al transmitir su filosofía a Rolex, dejó un profundo sentido de continuidad, un enfoque excepcional en el largo plazo, en un mundo centrado en la immediatez.
El director general de Rolex fue Patrick Heininger desde 1992 aunque renunció abruptamente en diciembre de 2008 por "razones personales", a esto siguió una negación por parte de la empresa después de haber perdido mil millones de francos suizos (aproximadamente 574 millones de libras esterlinas, 900 millones de dólares) invertidos con Bernard Madoff quien era el estadounidense administrador de activos el cual se declaró culpable del fraude Ponzi por un aproximado de 30 000 millones de libras en todo el mundo.
Montres Tudor SA ha diseñado, fabricado y comercializado relojes marca Tudor desde 1946. Wilsdorf concibe el reloj Tudor como un producto que ofrece la fiabilidad y seguridad de un Rolex, pero a un precio más bajo y para ser distribuido en los puntos de venta autorizados de Rolex. Tiempo después, en 2004, Montres Tudor SA interrumpió la venta de la marca Tudor en los Estados Unidos.[cita requerida]

## Fabricación de relojes
En la actualidad Rolex produce relojes mecánicos y de cuarzo. Participó muy activamente en el desarrollo de los movimientos de cuarzo. En los años 1960, Rolex colaboró con un consorcio de 16 fabricantes de relojes suizos para desarrollar el movimiento de cuarzo Beta 21, utilizado en su Rolex Quartz Date 5100, así como otros fabricantes tuvieron modelos con este famoso calibre, por ejemplo algunos relojes Omega y Patek Philippe, dos de las principales marcas en dicha colaboración. Posteriormente, Rolex creó el movimiento 5035/5055, distinto del Beta 21, que finalmente impulsaría el Rolex 'Oysterquartz', modelo que fabricó de 1978 a 2001.

### Números de serie de Rolex
Cada Rolex viene con su propio número de serie único, que puede ayudar a indicar un período de producción aproximado del reloj. Los números de serie se introdujeron por primera vez en 1926. Los números de serie de Rolex se emitieron secuencialmente, hasta 1954, cuando Rolex se reinició de # 999,999 a # 0. Luego, en 1987, se agregó una letra a un número de serie de 6 dígitos. Luego, nuevamente, en 2010 hasta la fecha actual, Rolex introdujo números de serie aleatorios.

## Innovaciones
El primer fabricante de relojes en obtener certificación de cronómetro para un reloj de pulsera.

### Deep Sea
De fue lanzado en 2009, ref# 116660 - El reloj de buceo Deepsea está diseñado para una profundidad de agua de 4.900 metros y tiene una válvula de liberación de helio para el buceo de saturación.

## Hechos relevantes

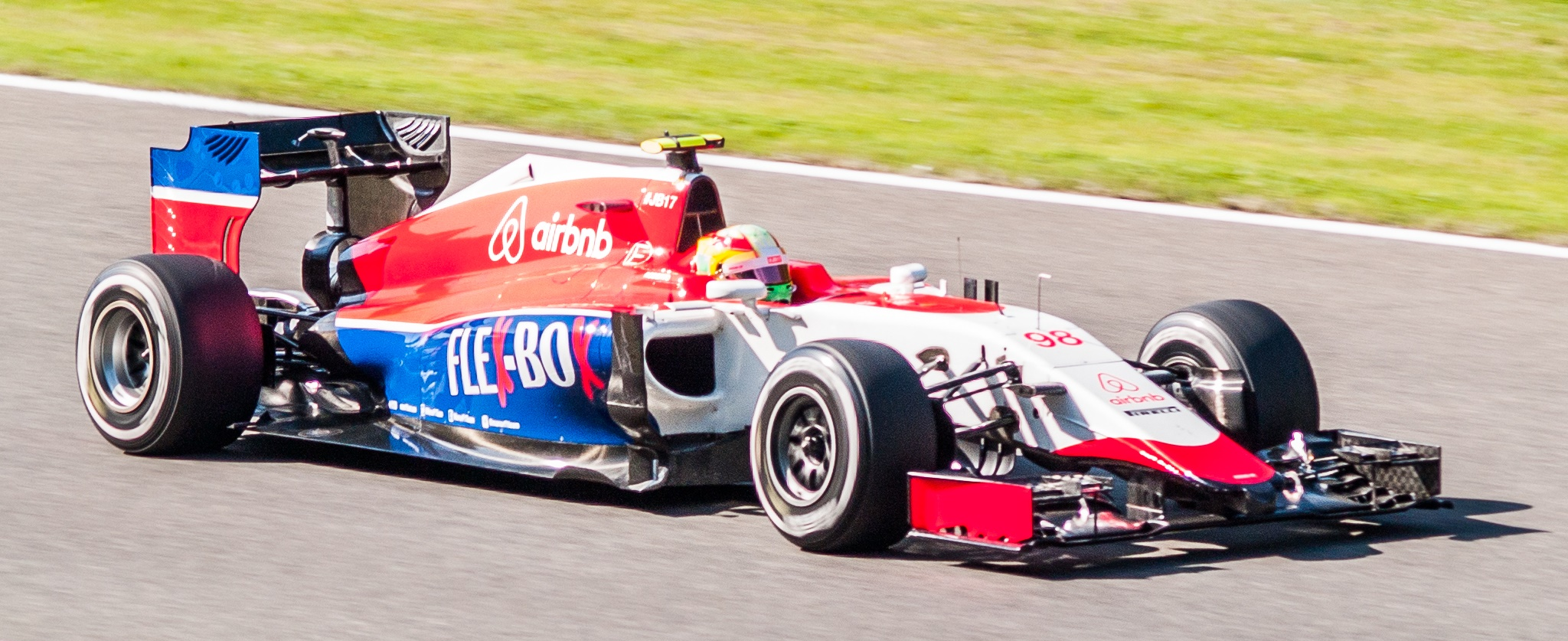
Rolex es uno de los patrocinadores principales de la Fórmula 1

### Eventos deportivos
En marzo de 2012 Rolex anuncia que un nuevo prototipo de reloj de buceo ha sido desarrollado y forma parte del intento de Rolex para ayudar a pilotar el DSV Deepsea Challenger hasta el fondo de las profundidades del Abismo Challenger, el punto más profundo de los océanos.
El 26 de marzo de 2012, el DSV Deepsea Challenger llevaba un Rolex Oyster Perpetual Date Sea-Dweller Deepsea Challenge prototipo atado a su brazo manipulador a una profundidad de 10 898,4 metros (35 756 pies) de agua (metros). El experimental Sea-Dweller Deepsea Challenge se diseñó para ser resistente al agua hasta 12 000 metros (39 370 pies). De acuerdo con el piloto del Challenger DSV Deepsea Challenger, James Cameron, el "Rolex Deepsea Challenge" fue un compañero fiable durante toda la inmersión ya que era visible en el brazo manipulador del submarino y hacia su trabajo precisamente a 10 898 metros de profundidad en el fondo del Abismo Challenger".

## Rolex Institute
A través de su mecenazgo excepcional, y sus programas filantrópicos y educativos, el Rolex Institute fomenta la excelencia en numerosos campos de actividad en el mundo. El Rolex Institute brinda su apoyo a quienes realizan contribuciones significativas en los campos del arte, la ciencia, la innovación, la educación, la conservación y la exploración - iniciativas diseñadas para hacer avanzar el conocimiento humano y mejorar la calidad de vida en nuestro planeta.
Los Premios Rolex a la Iniciativa se establecieron en 1976 para conmemorar el 50° aniversario del Rolex Oyster, el primer reloj sumergible y todo un hito en la historia de la relojería. El propósito de los premios es fomentar los valores en los que se fundamenta Rolex: calidad, ingenio, determinación y, ante todo, el espíritu emprendedor que ha impulsado a la compañía desde sus inicios. Los Premios Rolex fueron concebidos desde el principio para llenar un vacío en la filantropía corporativa. El objetivo era ayudar a personas excepcionales de todo el mundo: pioneros que tenían poco o ningún acceso a las fuentes de financiación tradicionales, y que estaban respondiendo a grandes retos con proyectos originales e innovadores destinados a mejorar en conocimiento y el bienestar humanos.
La Iniciativa Artística Rolex para Mentores y Discípulos es un programa filantrópico creado para hacer contribuciones a la cultura global. El programa busca a jóvenes artistas con talento de todo el mundo y los empareja con maestros artistas para que entablen una relación de mentoría individual durante un período de colaboración creativa. Desde 2002, Rolex ha emparejado a mentores y discípulos en danza, cine, literatura, música, teatro, artes visuales y arquitectura. El programa de mentoría se ha convertido en un diálogo enriquecedor entre artistas de diferentes generaciones, culturas y disciplinas, ayudando a garantizar la transmisión del patrimonio artístico mundial a las próximas generaciones.

## Rolex Daytona de Paul Newman
El 26 de octubre de 2017, un reloj Rolex Daytona (modelo 6239), anteriormente propiedad del actor Paul Newman, se vendió por 17,750 millones de dólares.
Un comprador anónimo hizo la puja definitiva tras 12 minutos de disputa en la casa Phillips, que ofrecía a licitación medio centenar de "relojes legendarios del siglo XX" entre los que destacaba el "icónico, altamente atractivo e históricamente importante" cronógrafo que lució Paul Newman en su muñeca durante años.

## Patrocinio

### Eventos deportivos
Rolex es nombrado en el año 2003 el cronometrador y reloj oficial de Wimbledon, el Abierto de Australia de tenis Grand Slam y Fórmula 1 a partir de 2013.
Rolex es el patrocinador oficial de 3 torneos de tenis de la serie ATP Masters 1000: el Masters de Montecarlo, el Masters de Shanghái y el Masters de París.

### Cine y oscars
Rolex colabora con la Academia de Artes y Ciencias Cinematográficas en su misión por apoyar el arte de la cinematografía, y es Founding Supporter del nuevo Academy Museum of Motion Pictures. Rolex mantiene vínculos con cuatro directores de cine que son maestros en su arte. Kathryn Bigelow, James Cameron, Alejandro G. Iñarritu y Martin Scorsese han ganado de forma colectiva 57 Oscars. Durante décadas, los relojes Rolex han aparecido en escenas de películas, seleccionados específicamente por sus directores por las cualidades que reflejan: son sinónimo de resistencia, precisión y una infatigable aspiración a lo mejor. Un Rolex en la muñeca de un personaje envía un potente mensaje cinematográfico. Mediante sus alianzas, Rolex apunta a apoyar el séptimo arte y a preservar la historia del cine, al tiempo que aboga por quienes rebasan fronteras y sirven de inspiración en el mundo del cine.
La marca mantiene estrechos vínculos con socios de prestigio en diferentes sectores: la exploración, el arte, pero también deportes de élite como el golf, el tenis, la vela, la hípica, el automovilismo y el esquí. Fiel a los valores de su fundador Hans Wilsdorf, respalda a numerosos exploradores, deportistas y artistas de renombre, así como eventos e instituciones de referencia que reflejan la pasión por la perfección y la búsqueda de la superación personal.